# Trắc nghiệm nhiều lựa chọn
Trắc nghiệm nhiều lựa chọn là một hình thức đánh giá mục tiêu trong đó người trả lời được yêu cầu chỉ chọn đúng câu trả lời trong số các lựa chọn từ danh sách. Định dạng trắc nghiệm nhiều lựa chọn thường được sử dụng nhất trong kiểm tra giáo dục, trong nghiên cứu tiếp thị, và trong bầu cử, khi một người chọn giữa nhiều ứng cử viên, các đảng phái, hoặc chính sách.
Mặc dù E. L. Thorndike là người phát triển phương pháp khoa học sớm để kiểm tra học sinh, Benjamin D. Wood, trợ lý của ông mới là người phát triển ra cách kiểm tra trắc nghiệm nhiều lựa chọn. Các bài trắc nghiệm nhiều lựa chọn trở nên phổ biến vào giữa thế kỷ XX khi máy quét và máy xử lý dữ liệu được phát triển để kiểm tra kết quả.
Christopher P Sole tạo ra bài kiểm tra trắc nghiệm đầu tiên cho các máy tính, bài kiểm được tạo ra trên máy tính Sharp Mz 80 vào năm 1982, Nó được phát triển để hỗ trợ trong Kỹ thuật Nông nghiệp nơi tên thực vật bằng tiếng La tinh khó hiểu, Và vì vậy nó được phát triển để hỗ trợ những người bị chứng khó đọc. Bài kiểm đầu tiên được phát triển tại trường Thánh Edwards ở Romsey, Hants.

## Ví dụ
Nếu a = 1 và b = 2, a + b là gì?
1. 12
2. 4
3. 10
4. 8

Trong phương trình {\displaystyle 2x+3=4}, tìm x.
1. 4
2. 10
3. 1.5
4. 8

Lý tưởng nhất, câu hỏi trắc nghiệm nên được hỏi là "gốc", với các tùy chọn hợp lý, ví dụ:

Thành phố nào được gọi là "thủ phủ CNTT" của Ấn Độ
1. Mumbai
2. México
3. Hyderabad

## Bài thi trắc nghiệm nhiều lựa chọn đáng chú ý
- ACT
- Joint Entrance Examination – Main ở Ấn Độ
- Advanced Placement
- Armed Services Vocational Aptitude Battery
- American Mathematics Competitions
- American Registry of Radiologic Technologists iểm tra đăng ký cho sinh viên Radiographers
- Australian Mathematics Competition
- Chartered Financial Analyst
- Certified Information Systems Security Professional
- COMLEX-USA
- Common Law Admission Test
- United States National Physics Olympiad#Exam Procedure for Selection of the U.S. Physics Team
- Fundamentals of Engineering Examination
- GCE Ordinary Level
- GRE
- Graduate Aptitude Test in Engineering
- IB Diploma Programme kỳ thi môn khoa học
- Joint Entrance Examination – Advanced ở Ấn Độ, đã có, cho đến năm 2006, một giai đoạn đặt cược cao sau giai đoạn sàng lọc dựa trên MCQ ban đầu
- National Exam (Indonesia)
- Law School Admission Test
- Medical College Admission Test
- Multistate Bar Examination
- National Council Licensure Examination
- Professional and Linguistic Assessments Board cho sinh viên tốt nghiệp y khoa không phải EEA thực hành tại Vương quốc Anh
- PSAT/NMSQT
- SAT
- TOEFL
- TOEIC
- United States Medical Licensing Examination
- National Talent Search Examination

NET CSIR